# مرصد ستراسبورغ
مرصد ستراسبورغ هو مرصد فلكي ومؤسسة بحوث وتعليم . يقع المرصد في مدنية ستراسبورغ الفرنسية في الحرم الجامعي التاريخي لجامعة ستراسبورغ . تأسس المرصد في عام 1881 ويحتوي أيضا على مركز البيانات الفلكية ستراسبورغ وكانت القبة السماوية جزءا من المرصد حتى عام 2008.

## تاريخ
بعد الحرب الفرنسية البروسية من 1870-71، أصبحت مدينة ستراسبورغ جزءا من الإمبراطورية الألمانية. أعيد بناء جامعة ستراسبورغ في عام 1872 وبدأ بناء مرصد جديد في 1875 في حي نيوستدت. وكانت الأدة الرئيسية عبارة عن جهاز لاقط ريبسولد 50 سم، الذي شهد أول ضوء في عام 1880 وفي ذلك الوقت كان هذا أكبر أداة رصد في الإمبراطورية الألمانية. في عام 1881 اجتمعت الجمعية العامة التاسعة لجيسيلزشافت أسترونوميسش في ستراسبورغ للاحتفال بالافتتاح الرسمي للمرصد.
مرصد ستراسبورغ هو المرصد الثالث في ستراسبورغ: الأول تم بناؤه في عام 1673 على أحد أبراج المدينة، والثاني في 1828 على سطح مباني الأكاديمية.

## الأهداف
تم اختيار موقع المرصد أساسا لأغراض التعليمية والرمزية السياسية، بدلا من الخصائص الرصدية. وكان موقع المرصد منخفضا وعرضة للضباب. وخلال الفترة الممتدة حتى عام 1914، كان عدد الموظفين ضئيلا جدا، ولذلك لم يكن هناك سوى القليل من الأبحاث الأكاديمية التي نشرت قبل الحرب العالمية الأولى. وكانت عمليات الرصد الرئيسية للمذنبات والنجوم المتغيرة وبعد عام 1909، تم استخدام الأدوات أيضا لمراقبة النجوم الثنائية ولتنفيذ قياسات فلكية وضوئية للسدم.

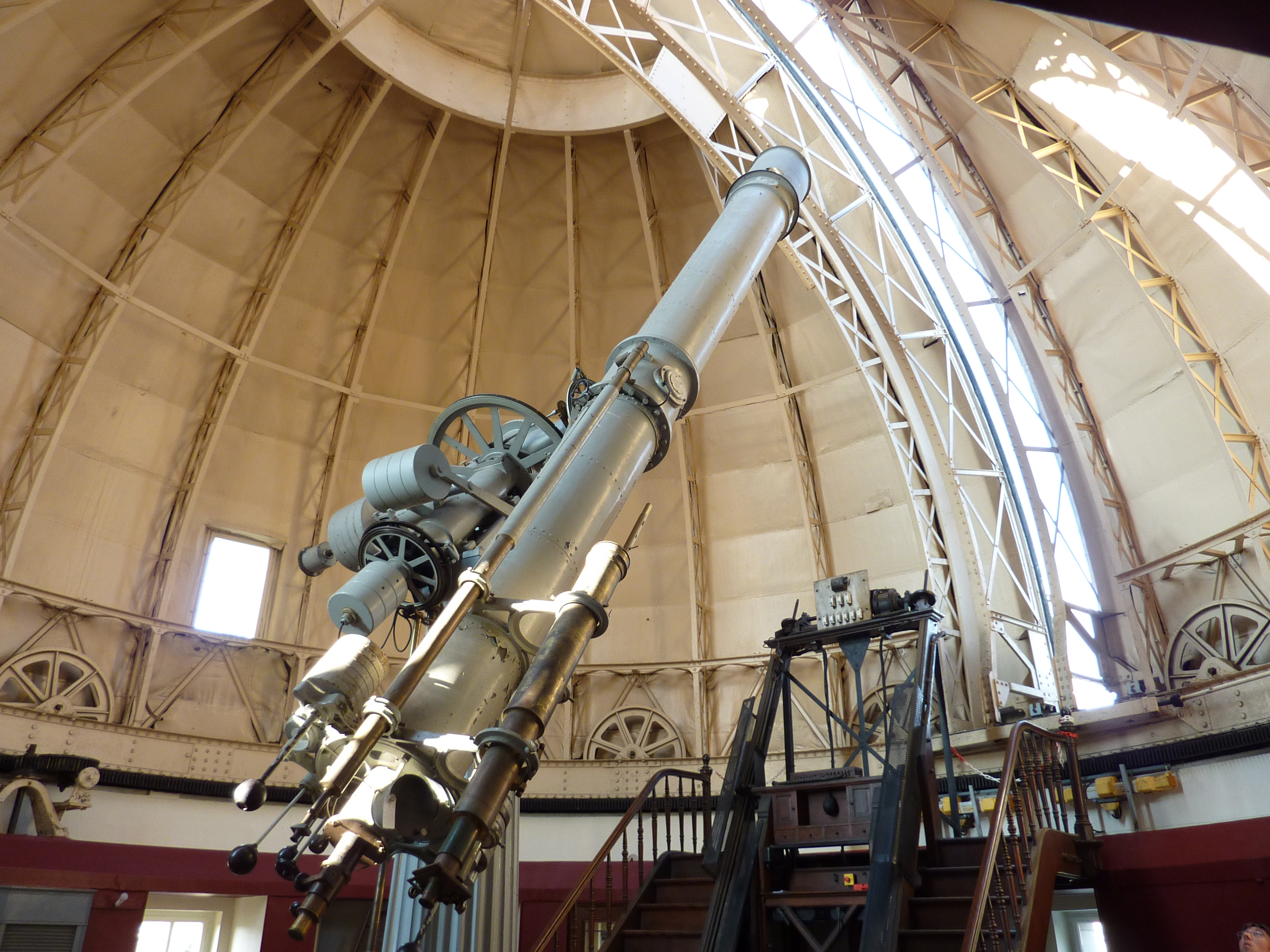
مقراب انكساري داخل القبة

المرصد حاليا هو مقر مركز الدراسات الفلكية في ستراسبورغ، وهي قاعدة بيانات لجمع وتوزيع المعلومات الفلكية. وهذا يشمل كذلك قاعدة البيانات المرجعية للأجرام الفلكية سيمباد وخدمة الفهرسة الفلكية فيزيير وأطلس علاء الدين السماوي.